# Cynodonichthys magdalenae
El rivulín del Magdalena es la especie Cynodonichthys magdalenae, un pez de agua dulce la familia de los rivulines en el orden de los ciprinodontiformes.

## Morfología
De cuerpo alargado y color azul-verde con manchas rojas, los machos pueden alcanzar los 7 cm de longitud máxima. Es un pez de una gran belleza, ya que posee una pigmentación muy atractiva, la mayor parte del cuerpo es pardo amarillosa, con algunas líneas verdes horizontales y manchas rojizas sobre el costado. El opérculo es verde amarilloso al igual que sus aletas. Posee una boca superior. No posee aleta adiposa y su aleta dorsal está en posición posterior muy cerca de la caudal al igual que la anal. Su caudal es redondeada y muy esbelta. 

## Distribución geográfica
Se encuentran en ríos de Sudamérica, en las cuencas fluviales del río Magdalena y el río Cauca, en Colombia.

## Hábitat
Especie endémica de Colombia, distribuida principalmente en la cuenca del río Magdalena (río magdalena, Cauca y en la cuenca del alto Magdalena), pero se han reportado ejemplares en el río Caquetá y río Meta (Mojica 1997). 
Se distribuye en la cuenca desde los 473 m s. n. m. y los 1300 m s. n. m. Presente en el río Coello distrito de riego y la quebrada Cay parte baja. 
Viven en pequeños cursos de agua entre 20 y 26°C, de comportamiento bentopelágico y no migrador.
No es un pez estacional. Es fácil de mantener cautivo en acuario, por lo que es apreciado en acuariología.
Se encuentra principalmente asociado a quebradas de corrientes intermedias y de abundante vegetación sumergida. Sin embargo soportan ríos correntosos. Prefieren sustratos arenosos y pedregosos y las aguas hondas donde se mantienen. No se conoce nada acerca de su dieta. Es muy escaso en su hábitat natural y tiene una importancia ornamental.